# Хилл, Уинстон
Уинстон Хилл (англ. Winston Hill; род. 17 сентября 1993, Сува) — фиджийский боксёр, представитель полусредней весовой категории. Выступает за сборную Фиджи по боксу начиная с 2015 года, серебряный призёр Тихоокеанских игр в Порт-Морсби, бронзовый призёр Игр Содружества в Голд-Кост, участник летних Олимпийских игр в Рио-де-Жанейро.

## Биография
Уинстон Хилл родился 17 сентября 1993 года в городе Сува, столице Фиджи. По этническому происхождению относится к народу ротума. Занимался боксом с раннего детства, проходил подготовку в местном зале Warrior’s Boxing Club.
Первого серьёзного успеха на взрослом международном уровне добился в сезоне 2015 года, когда вошёл в основной состав национальной сборной Фиджи и побывал на Тихоокеанских играх в Порт-Морсби, откуда привёз награду серебряного достоинства, выигранную в полусредней весовой категории — в решающем финальном поединке был остановлен представителем Новой Каледонии Луисом Данглебермесом.
На азиатской и океанической олимпийской квалификации в Китае уже в 1/16 финала проиграл таджику Шафару Давлатову, тем не менее, он всё же прошёл отбор на летние Олимпийские игры 2016 года в Рио-де-Жанейро по решению трёхсторонней комиссии. На Играх, выступая в весовой категории до 69 кг, провёл только один единственный бой, проиграв со счётом 0:3 армянину Владимиру Маргаряну.
После Олимпиады Хилл остался в основном составе боксёрской команды Фиджи и продолжил принимать участие в крупнейших международных турнирах. Так, в 2017 году он завоевал серебряную медаль на чемпионате Океании в Австралии и стал бронзовым призёром Тихоокеанских мини-игр в Вануату.
В 2018 году отправился представлять страну на Играх Содружества в Голд-Кост, где взял в полусреднем весе бронзу — на стадии полуфиналов был побеждён представителем Ирландии Айданом Уолшем.